# Pueblo de la República Popular China
Los Pueblos son una de las más bajas administraciones de la República Popular China con superioridad al nivel de aldea, se usan para facilitar la administración y las regiones divididas, existen casi 6 mil de este tipo de administración. El 4 de diciembre de 1982 la Quinta Sesión de la V Asamblea Popular Nacional aprobó el artículo 30 que establece que las grandes ciudades se dividen en distritos, condados y condados autónomos, y estos a su vez en poblados, villas y subdistritos. Para las minorías étnicas el artículo 31 establece que los estados pueden establecer regiones administrativas especiales cuando sea necesario.
Los pueblos de China se clasifican de acuerdo al área urbana que administra: Subdistrito, Distrito suburbano o Administración de Calle (街道), Poblado o pueblo (镇) y Villa (乡), además estos tienen su propio comité. En Mongolia Interior a esta categoría se le llama Sumu.

## Subdistrito
El Subdistrito, Distrito municipal, Distrito suburbano o Administración de Calle (en chino: 街道, en pinyin: Jiedao, literalmente "calle"), es una de las divisiones políticas más pequeñas del país. Es una forma de división a nivel de municipio, que es típicamente parte de una zona urbana más grande. En general, las áreas urbanas se dividen en subdistritos, y estos se divide en varias comunidades o barrios residenciales y aldeas. Según el Ministerio de Asuntos Civiles (民政部的表述), los subdistritos son sedes de poder para los distritos municipales de la ciudad y no son divisiones en distritos establecidos por la agencia de Gobierno Popular como ocurre con las zonas de desarrollo económico y tecnológico.

## Poblado
El poblado o pueblo (en chino:镇, pinyin: zhèn) tiene más atribuciones que la villa por tener mayor área urbana, sin embargo desde 1980 se ha vuelto común que las villas se nivelen a subdistrito sin pasar por pueblo, pero sin tener un cambio sustancial.
Poblado étnico
Un poblado étnico (民族镇) es una unidad de división administrativa entre el condado y la aldea . El establecimiento de poblados étnicos es parte de la política del gobierno local chino para implementar la autonomía regional étnica, pero tales divisiones administrativas no cumplen con las disposiciones pertinentes de la Constitución de la República Popular China. Por lo tanto, los poblados étnicos de hoy en día están establecidos de manera privada por los gobiernos locales. El 17 de julio de 1992, el Consejo de Estado promulgó la aprobación de poblados étnicos.

## Villa
La villa  (en chino:乡 pinyin: xiāng) Se trata de una unidad administrativa de cuarto nivel, es decir, una de las unidades en las que los condados y los distritos están divididos, al igual que el subdistrito esta está dividida en comunidades y aldeas.
Villa étnica
Una villa étnica o autónoma (民族乡) es una unidad administrativa de cuarto nivel designadas para las minorías étnicas de las divisiones políticas en China. No se considera que es autónoma y no goza de las leyes relativas a las zonas autónomas de minorías étnicas más grandes, como las regiones autónomas, prefecturas autónomas, condados autónomos y banderas autónomas.
| Año  | # Villa étnica |
| ---- | -------------- |
| 1986 | 2936           |
| 1988 | 1571           |
| 1990 | 1980           |
| 1997 | 1545           |
| 2000 | 1356           |
| 2001 | 1165           |
| 2002 | 1160           |
| 2003 | 1147           |
| 2004 | 1126           |
| 2010 | 1098           |

## Diferencias
En contraste con lo que ocurre en Taiwán, tanto  como Villa (乡,xiāng) y Pueblo (镇,zhèn), los Zhèn son específicamente municipios "urbanos", mientras los Xiāng son específicamente "rurales".

## Sumu
El Sumu (en chino:苏木, en pinyin: sūmù) es una división de pueblo para Mongolia Interior, es un poco más grande que la villa pero más pequeña que una Bandera. El Sumo étnico que existe , el Sumu étnico de Evenki (鄂温克民族苏木) es especial para la minoría étnica evenki, es paralela a la villa étnica.